# スピニングロータ真空計
スピニングロータ真空計（スピニングロータしんくうけい、英語：spinning rotor gauge）は、真空中で運動する物体と気体分子間に働く粘性抵抗現象を利用した真空の圧力を測るための真空計の一種である。
ドイツでは真空計の中で標準圧力計として使用されており、日本でも現在具体的に検討が進められている。
測定範囲は大気圧から10-2 - 10-5Pa程度である。